# Sasso Gordona
Il Sasso Gordona è una montagna delle Prealpi Luganesi al confine tra Italia e Svizzera, anche se per lo più in territorio italiano dove si trova la vetta alta 1.410 m, situata nel comune di Schignano d'Intelvi. Il monte, la cui cima offre un variegato ed interessante panorama, è meta ambita dagli appassionati di escursionismo. A circa 1200 m si trova il Rifugio Prabello, ex caserma della Guardia di Finanza

## Etimologia
Il nome Gordona, così scritto anche lombardo, ma pronunciato come gurduna, si raffronta direttamente al celtico gur (acuto) e dun (sommità, monte). Il significato è dunque "monte acuto", che ben si adatta alla particolarità geologica della montagna.

## Descrizione
La vetta sorge su una catena montuosa che collega il Monte Bisbino al Monte Generoso. Come la maggior parte delle Prealpi Comasche, il Sasso Gordona è caratterizzato da rocce sedimentarie calcaree (calcare di Moltrasio), caratteristica che si traduce una forma alquanto insidiosa e affusolata della montagna. Questo rende il Sasso Gordona una vetta ambita dagli escursionisti che, per arrivare al culmine, devono passare per due sentieri impegnativi, recentemente attrezzati di catene, parapetti e appigli dalla locale Comunità montana.
La sua forma caratteristica lo rende facilmente riconoscibile da gran parte della pianura padana e dalle vette circostanti ad esso; in cima alla vetta è inoltre presente una croce in acciaio alta circa 4 metri, risalente agli anni Trenta.
Sulle pendici del monte sono presenti diverse opere fortificate, mai utilizzate a scopo militare, risalenti alla prima guerra mondiale e parte della Frontiera Nord, il sistema difensivo popolarmente noto come "Linea Cadorna". Esse comprendono:
- un ricovero in galleria[3]
- tre ricoveri minori murati
- tre linee di trincea protette
- cinque postazioni per mitragliatrice o cannoni leggeri.

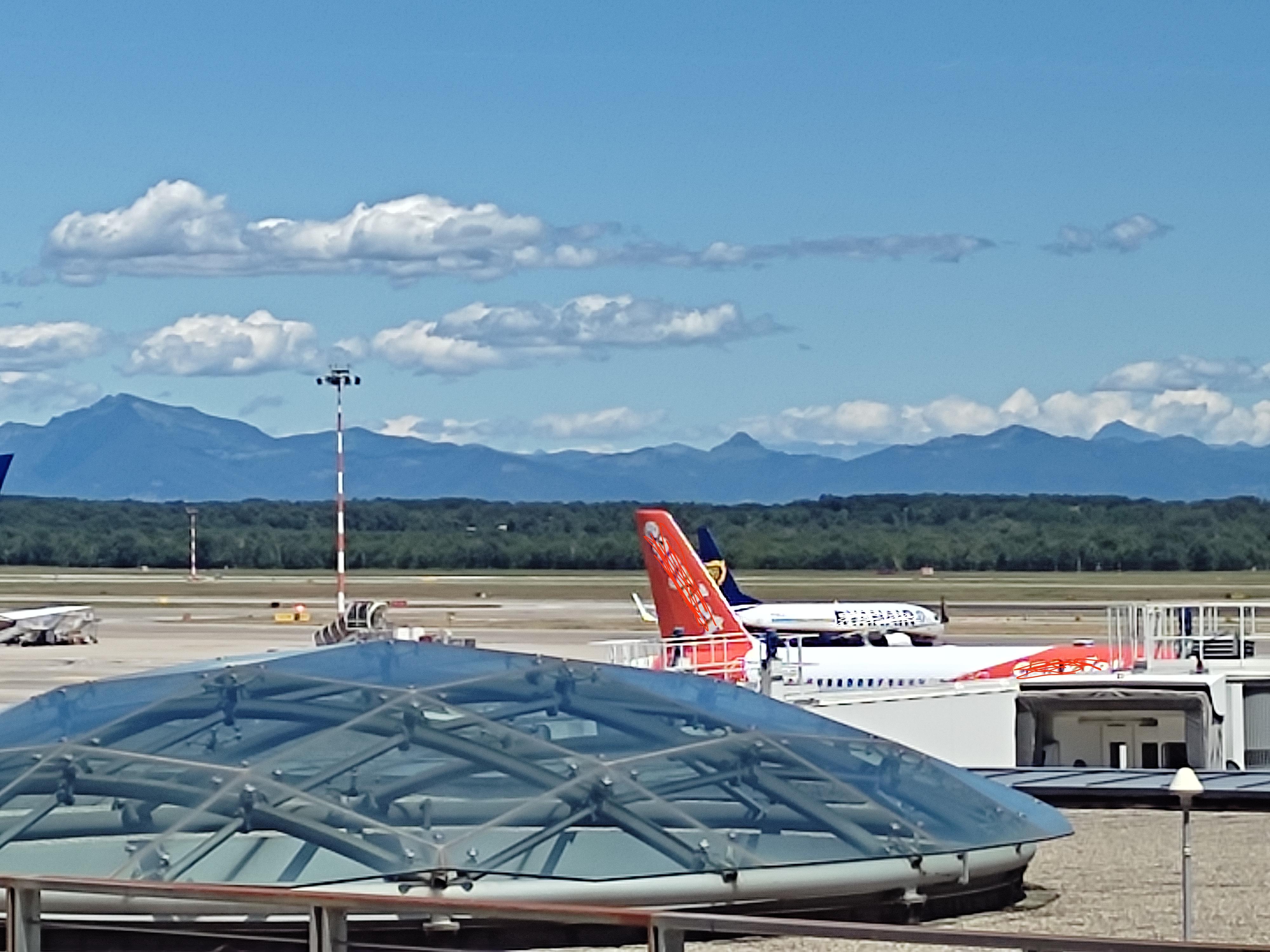
Vista del Sasso Gordona dall'Aeroporto della Malpensa, Italia

Sotto il suo versante nord passa la via dei Monti Lariani. Il sentiero che conduce alla sommità del monte, secondo la scala italiana, è classificato di difficoltà EE; esso può tuttavia essere aggirato dalla mulattiera che dalla località Trevìi porta al rifugio Prabello.

## Galleria d'immagini

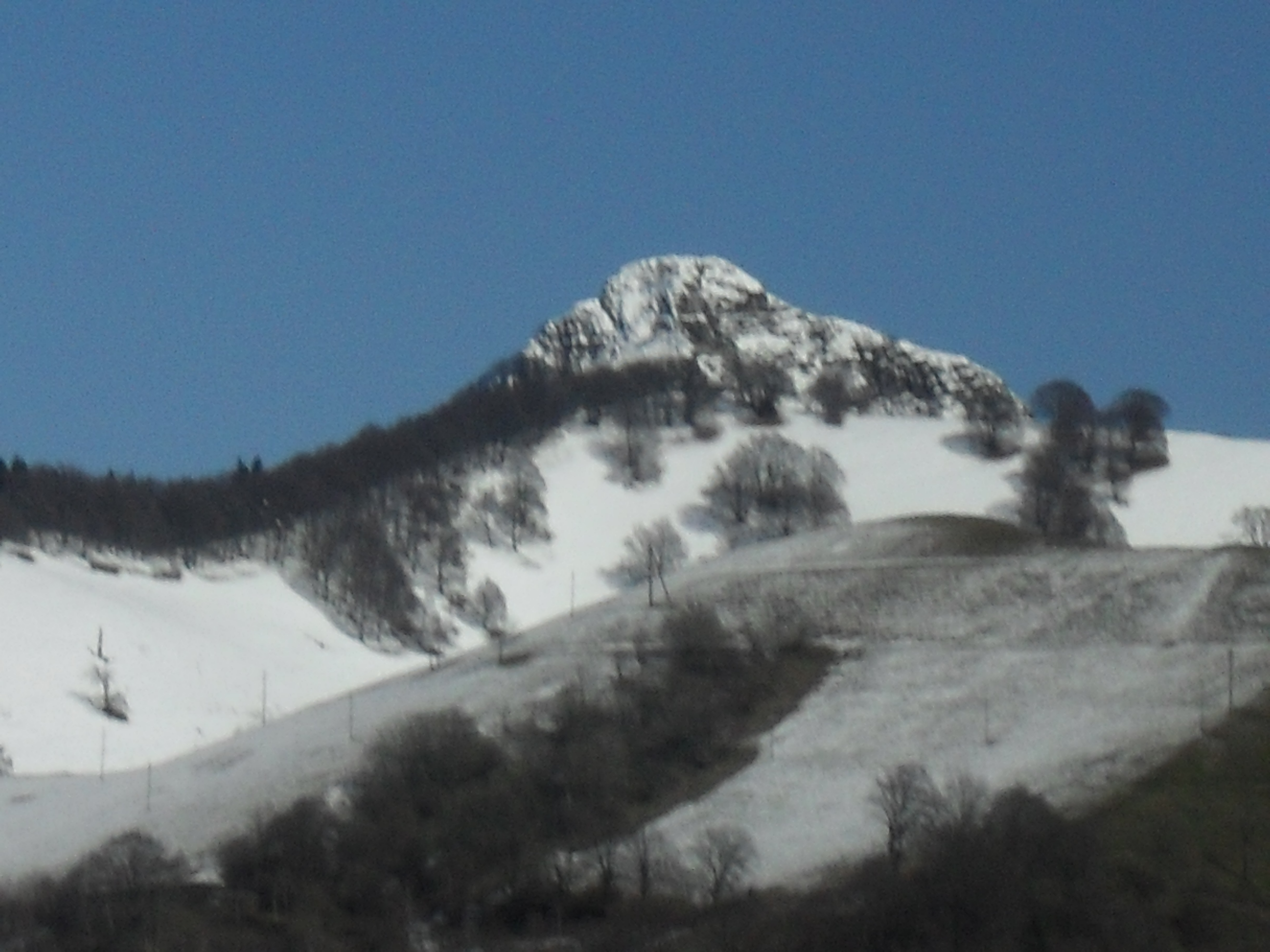
Il Sasso Gordona (versante svizzero), visto dalla località di Roncapiano in Valle di Muggio
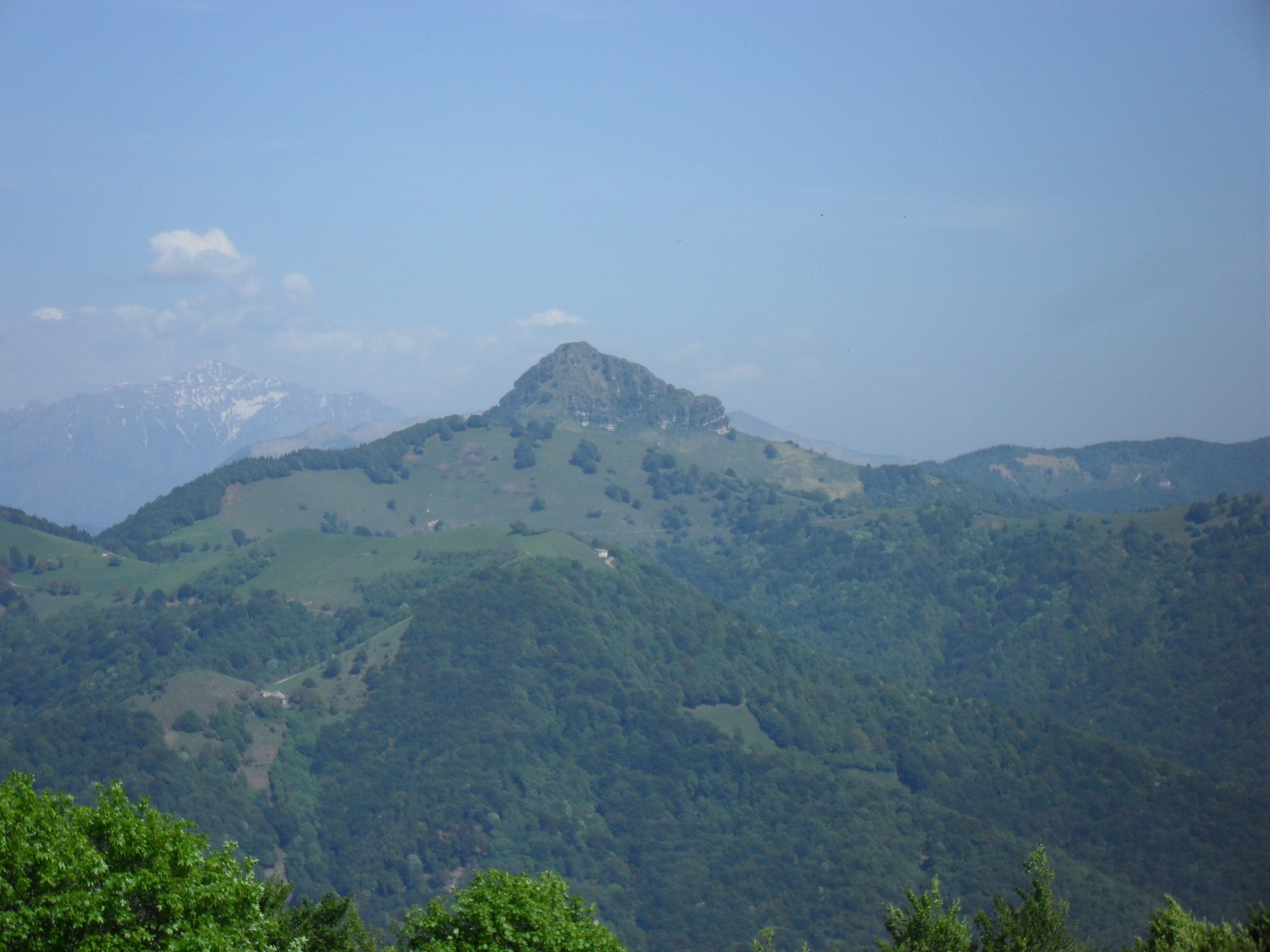
Il Sasso visto dalla località La Grassa sul massiccio del Monte Generoso, a sinistra si intravede la Grigna.
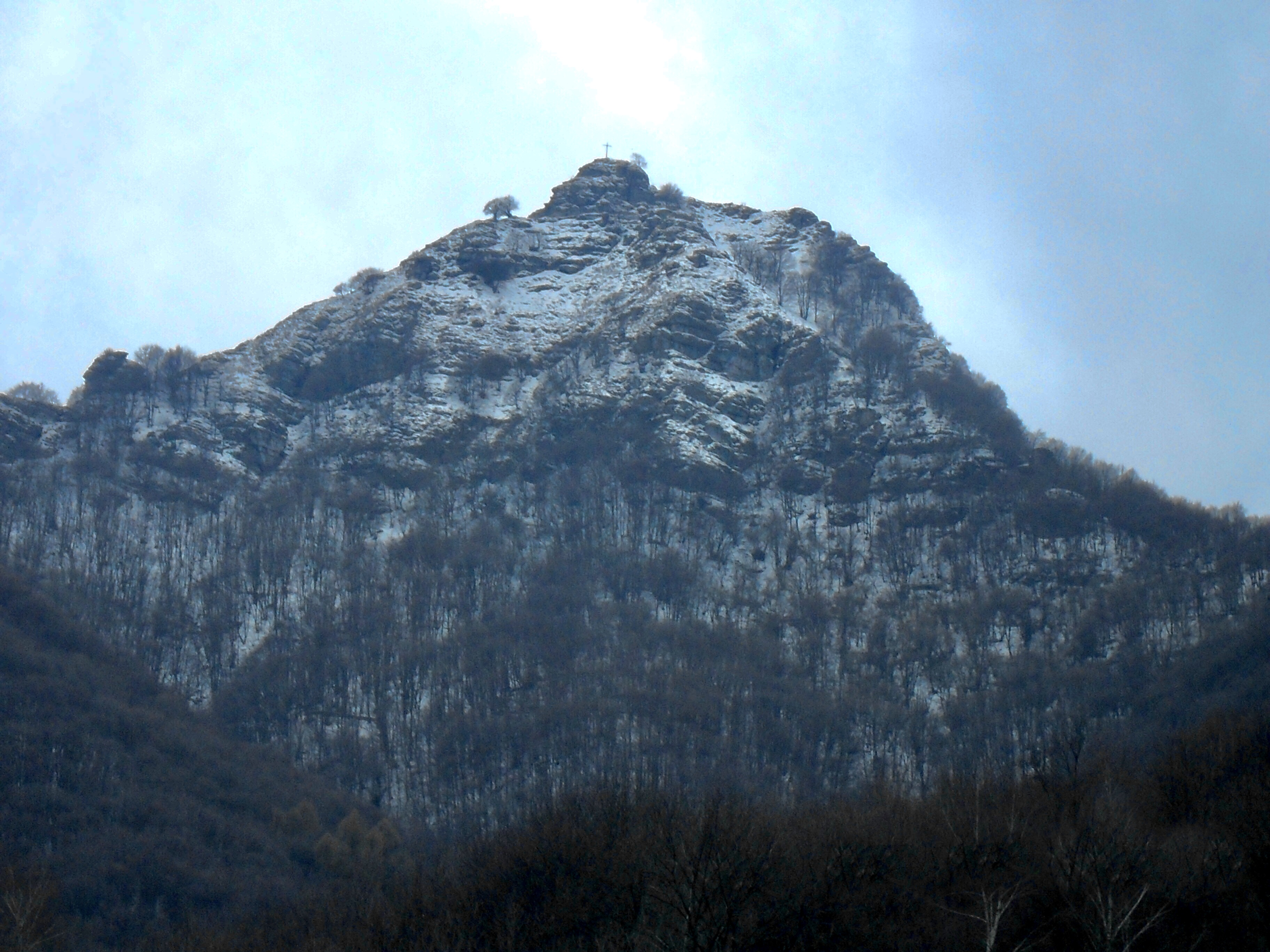
Il Sasso Gordona visto dal versante Nord (da Schignano, Italia) in periodo Invernale.